# Talixi
Talixi és una llengua irànica del nord-oest propera al tati. El parlen els talix. Es divideix en diversos dialectes que no són compresos entre els diferents parlants. Es diferencia d'altres llengües iràniques en el sistema verbal. En la sintaxi utilitza la construcció ergativa com el tati en els verbs transitius al passat, construïda sobre l'arrel del passat. El seu sistema consonàntic no difereix del persa.